# Воинское кладбище № 78 (Ропица-Руска)
Воинское кладбище № 78 (пол. Cmentarz wojenny nr 78) — воинское кладбище, расположенное в селе Ропица-Гурна (ранее Ропи́ца-Ру́ска), Горлицкого повята Малопольского воеводства, Польша. Кладбище входит в группу Западногалицийских воинских захоронений времён Первой мировой войны. На кладбище похоронены военнослужащие Австро-Венгерской и Русской армий, погибшие в первой половине 1915 года во время Первой мировой войны. Некрополь находится в северо-восточной части долины реки Сенковка.

## История
Кладбище было основано Департаментом воинских захоронений К. и К. военной комендатуры в Кракове в 1915 году. На кладбище прямоугольной формы площадью 1158 квадратных метров находится 38 братских и 42 индивидуальных могил, в которых похоронены 287 австрийских и русских солдат. Автором некрополя был австрийский архитектор Ганс Майр.
Русские воины, похороненные здесь служили в 73 и 76 пехотных полках.
Главным архитектурным объектом кладбища является памятник в виде четырёх центральных каменных пилонов, покрытых бетонной плитой. На его фоне установлен деревянный крест, накрытый металлической в виде арки крышей. Кладбище окружено забором из каменных блоков.

## Галерея

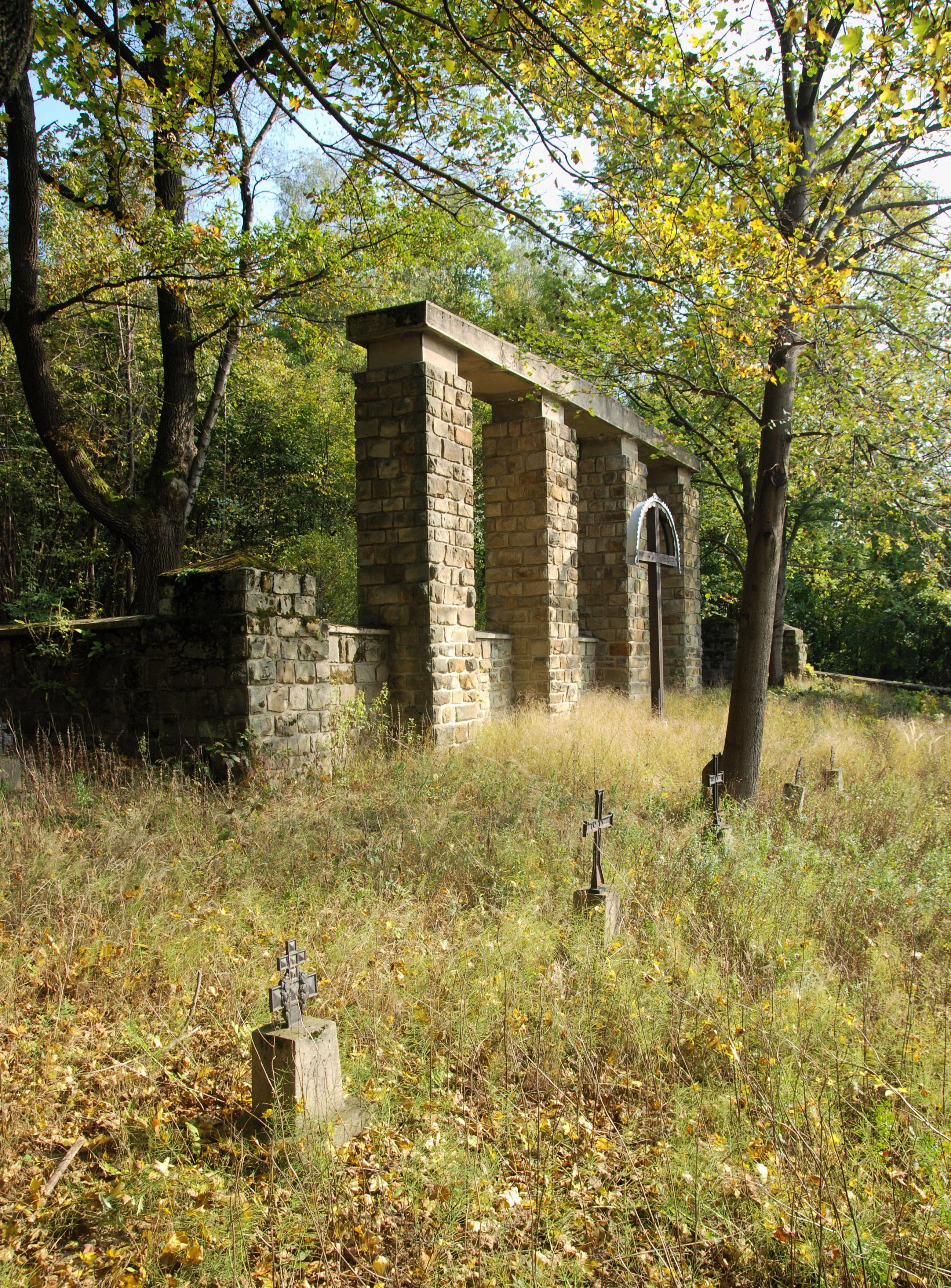
Центральный памятник
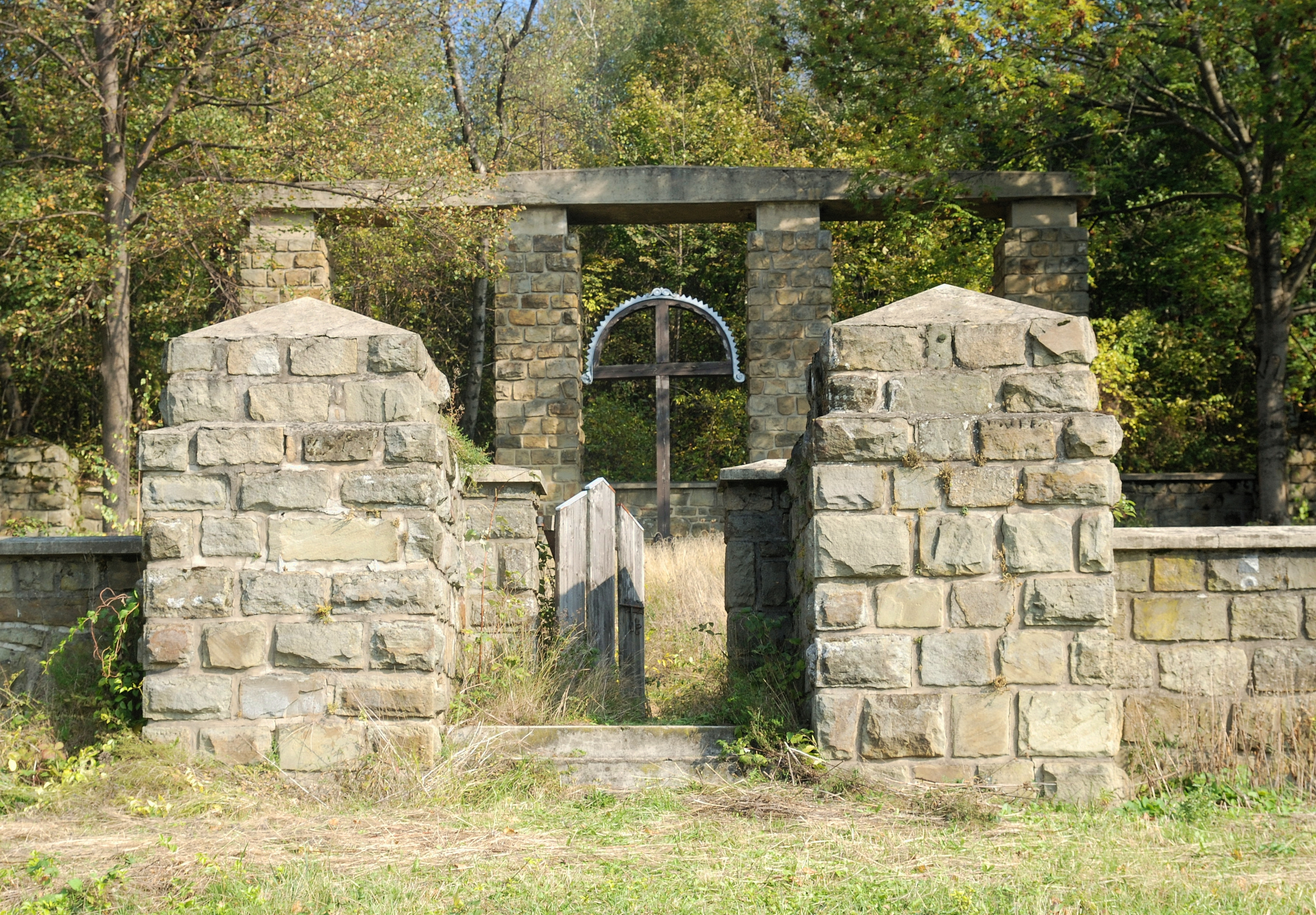
Входные ворота
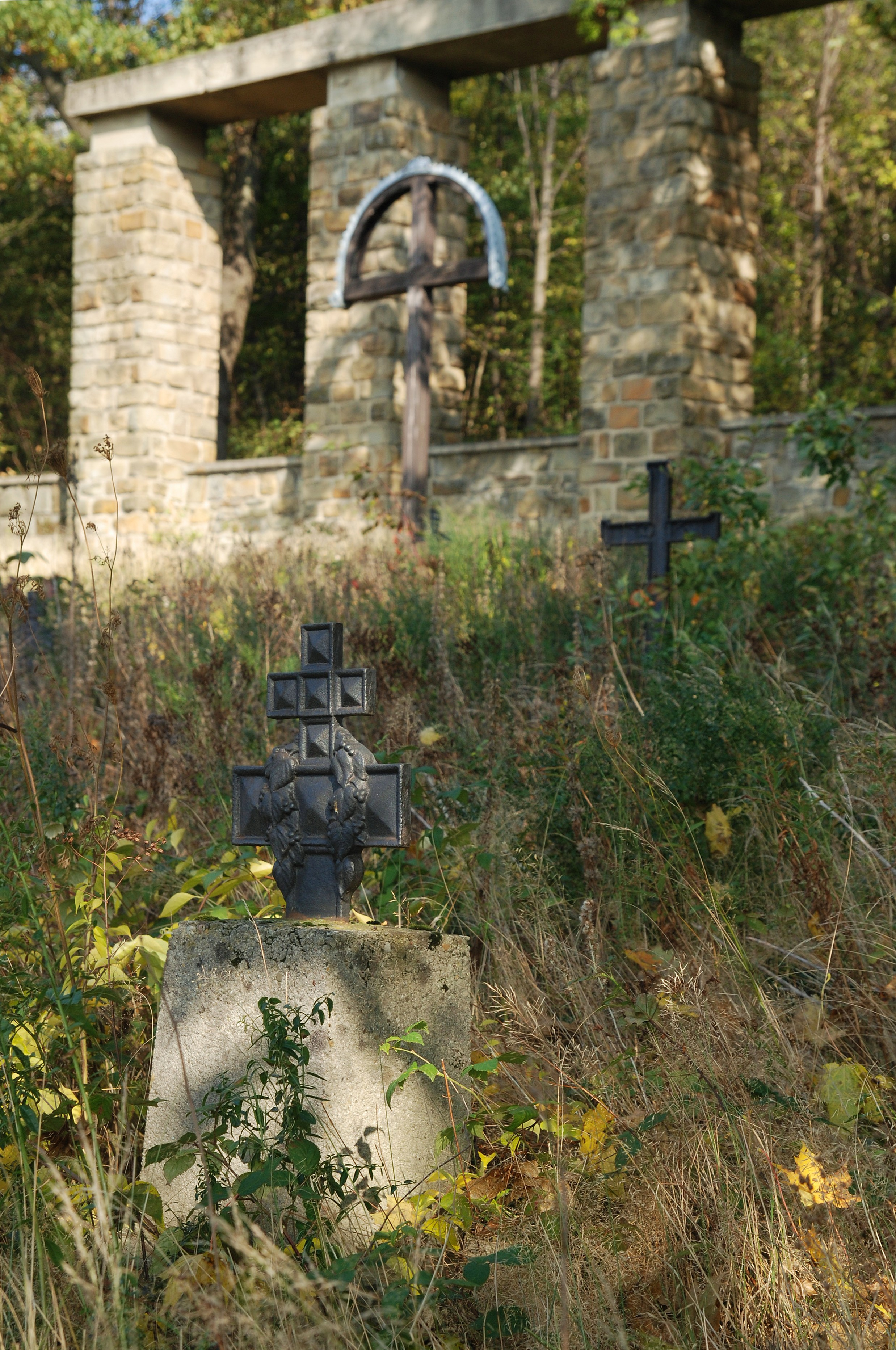
Малый русский могильный крест
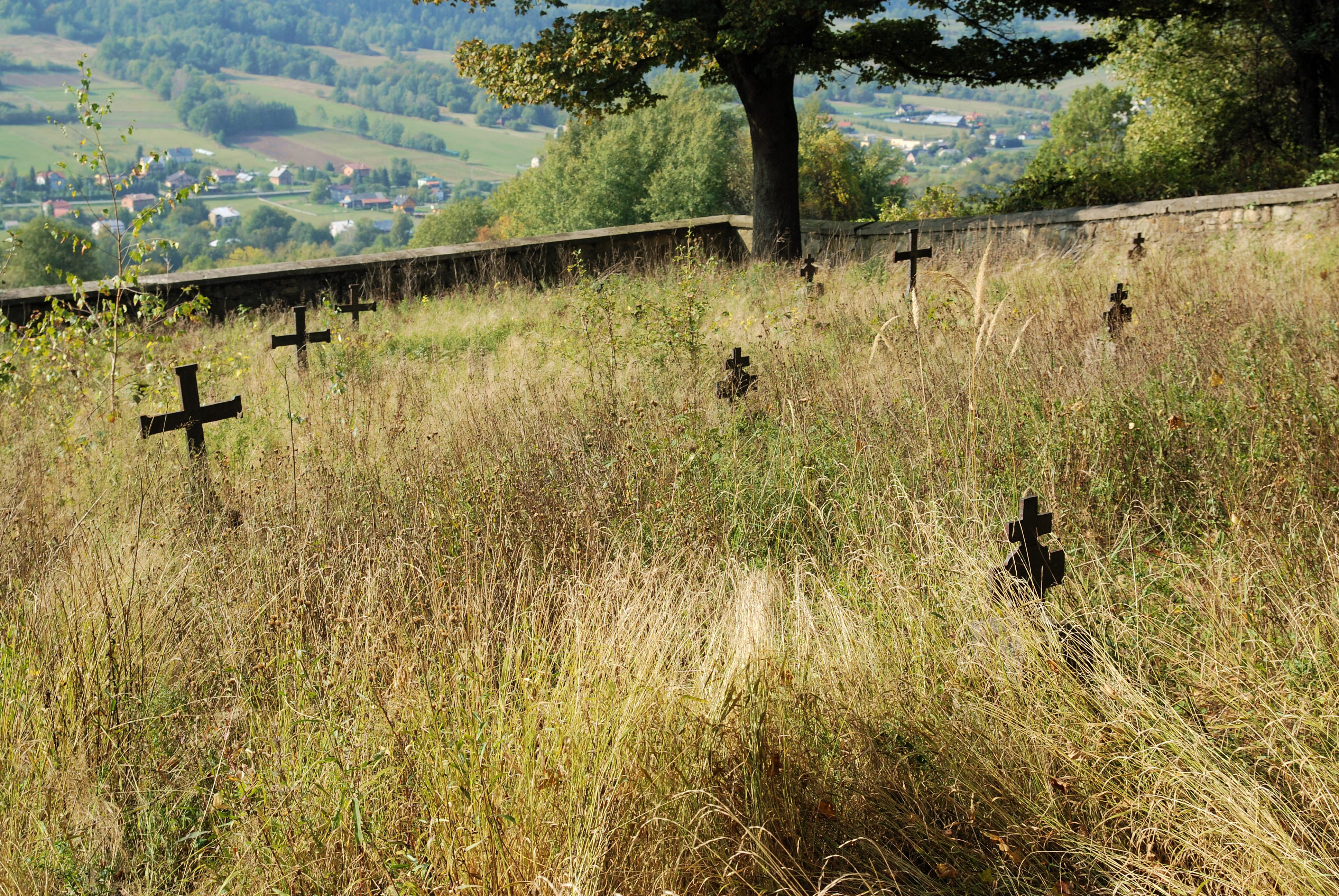
Вид с северной части
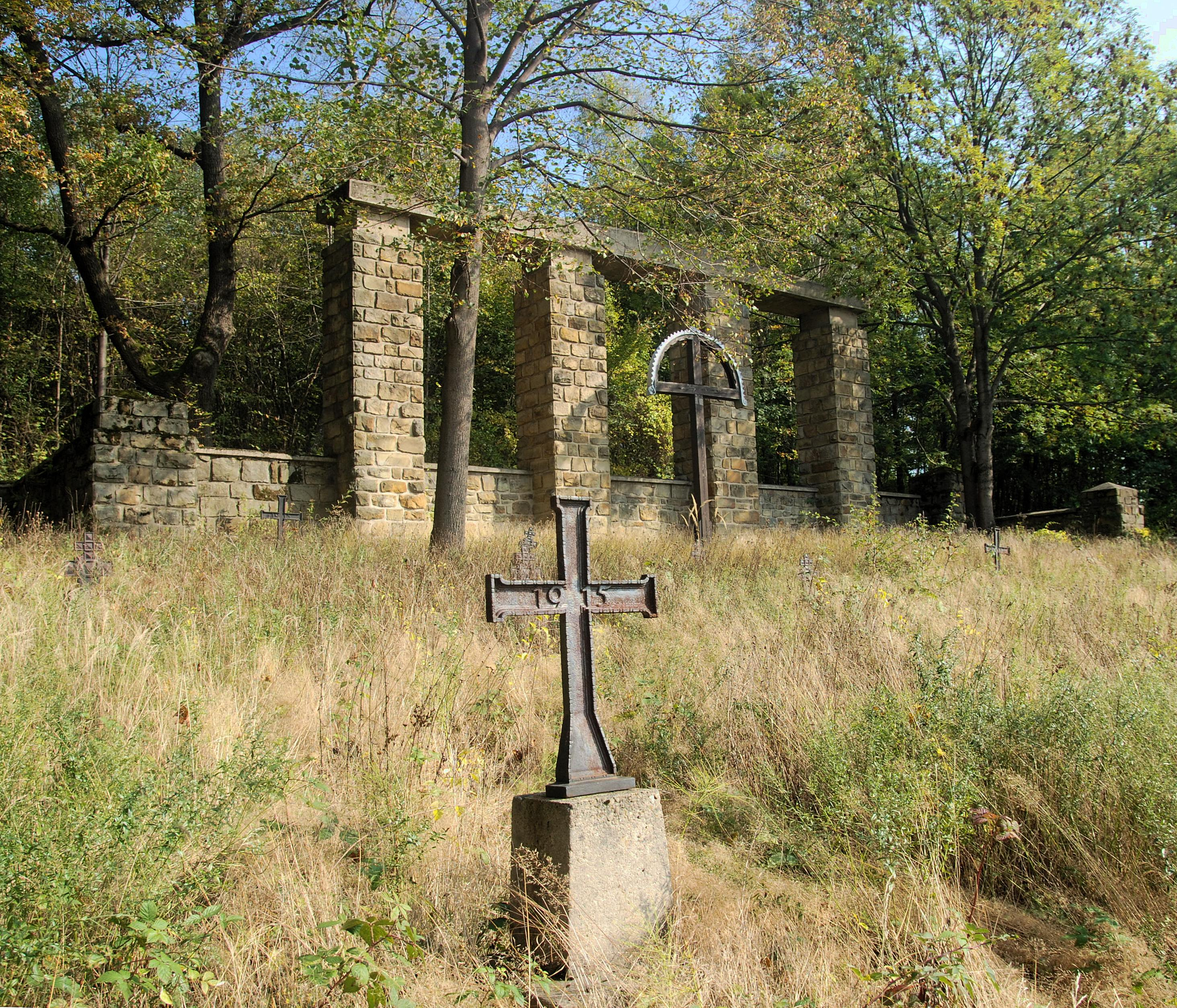
Малый австрийский могильный крест